# Adieu, je t'aime
Pour plus de détails, voir Fiche technique et Distribution.
Adieu, je t'aime est un film français réalisé par Claude Bernard-Aubert et sorti en 1988

## Synopsis
Nicole et Michel Dupré forment un couple apparemment harmonieux. Ils ont quarante ans, sont bien installés dans leur réussite sociale et matérielle. Pourtant, Nicole soupçonne son mari de la tromper, et découvre qu'il est en fait attiré par un jeune homme, Philippe, le plus brillant de ses collaborateurs. Quand il a compris les intentions de Michel, Philippe s'enfuit. Malgré sa souffrance, Nicole aide son mari à le retrouver ; mais elle n'assume pas le fait de vivre près de ces deux hommes amoureux, et, sur les conseils de son meilleur ami, s'immisce dans le trio en séduisant Philippe à son tour. Ils vivent ainsi leur amour à trois le temps d'un bel été ; puis, Michel décide de lui-même de mettre un terme à cette liaison. Le couple se reforme et Philippe reste seul.

## Fiche technique
- Titre : Adieu, je t'aime
- Réalisation, scénario et dialogues : Claude Bernard-Aubert
- Assistant réalisateur : Alain Nauroy
- Distribution : Films Jacques Leitienne
- Production : Candice Productions - Sam Films
- Directeur de production : René Demoulin
- Photographie : Claude Becognée
- Montage : Françoise London
- Musique : Alain Goraguer
- Son : Jean-Claude Reboul
- Pays d'origine :  France
- Durée : 92 minutes
- Date de sortie : 4 mai 1988

## Distribution
- Marie-Christine Barrault : Nicole Dupré
- Bruno Cremer : Michel Dupré
- Bruno Pradal : Marc
- Stéphane Bonnet : Philippe
- Cécile Vassort : Valérie
- Fabienne Lafont : Patricia
- Sebastian Roché : Thierry
- Vanille Attié
- Marilys Morvan